# پنوماتیک

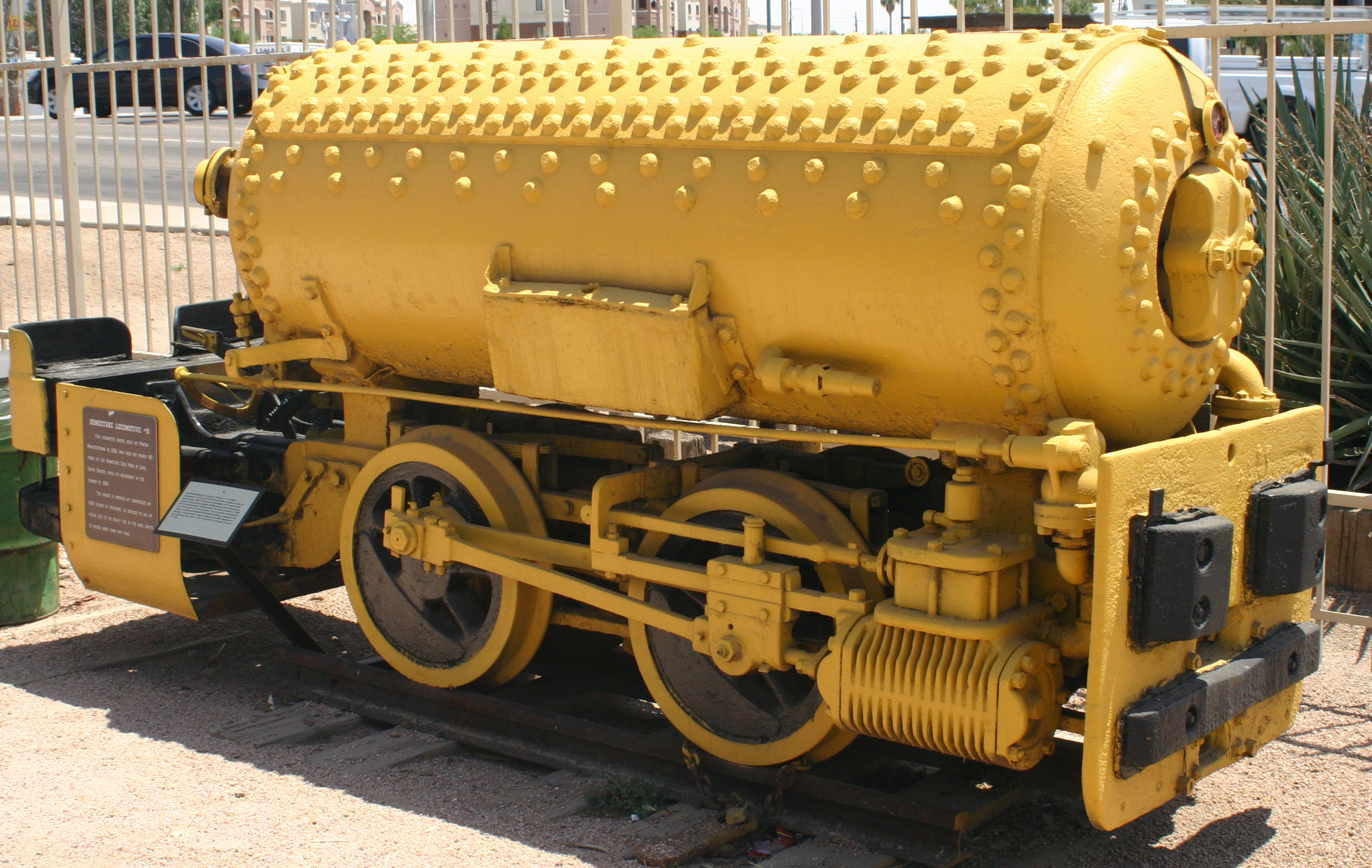
لوکوموتیو با نیروی محرکه هوای فشرده

پنوماتیک (به فرانسوی: Pneumatique) برگرفته از واژهٔ پنِوما (به یونانی: πνεῦμα) به‌معنی باد، نَفَس یا هوا، گونه‌ای فناوری است که به مطالعه و به‌کارگیری گازهای فشرده برای ایجاد نیروی مکانیکی می‌پردازد. از فناوری گازهای فشرده به‌طور گسترده‌ای در صنعت استفاده می‌شود و کارخانه‌ها از هوای فشرده برای کنترل دستگاه‌ها و تجهیزات ابزار دقیق نیز استفاده می‌کنند.
بیشتر سامانه‌های پنوماتیکی به‌کاررفته در صنعت معمولاً با هوای فشرده یا گازهای بی‌اثر فشرده راه‌اندازی می‌شوند؛ مانند کمپرسورهای سیلندری که با موتور الکتریکی راه‌اندازی می‌شوند، موتورهای هوایی، و دیگر تجهیزات. هنگامی که نیاز به سامانه‌های ارزان، انعطاف بیشتر یا جایگزین ایمن‌تر برای موتورهای الکتریکی و عملگرها باشد، یک سامانه پنوماتیکی که از طریق شیرهای سلنوئیدی خودکار یا دستی کنترل می‌شود، انتخاب می‌شود.
در دندان‌پزشکی، ساخت‌وساز، معدن، و بخش‌های دیگر از پنوماتیک استفاده می‌شود. پنوماتیک فرصتی را برای ارتقای سطح توانایی صنعتی فراهم کرده و با استفاده از پنوماتیک تجهیزاتی ساخته شده که تغییرات شگرفی را در هر زمینه ایجاد کرده است.

## اصلی‌ترین تجهیزات پنوماتیک

### سیستم فشرده سازی هوا
تجهیزی که خود متشکل از چند بخش اصلی کمپرسور، مخزن هوا و پرشر سوئیچ می‌باشد و وظیفه تولید و ذخیره‌سازی هوای فشرده از هوای محیط را دارد.

### سیلندر پنوماتیک
سیلندر پنوماتیک که در انواع بسیار متنوع و مختلفی وجود دارد، وظیفه اصلی ایجاد نیروی مکانیکی را دارد. سیلندرهای پنوماتیک یا همان عملگرهای پنوماتیک می‌توانند نیروهای مکانیکی مختلفی از جمله چرخشی یا خطی ایجاد کنند، به طوری که مثلاً جک پنوماتیک حرکت یا نیروی مکانیکی خطی ایجاد می‌کند در حالی که اکچویتور پنوماتیک حرکت دورانی یا چرخشی ۹۰ درجه ای ایجاد می‌کند.

### شیر برقی پنوماتیک
شیر برقی‌های پنوماتیک وظیفه کنترل عملگرهای پنوماتیک را دارند. به طوری که با فرمان‌های مختلف و سایزهای مختلفی که دارند می‌توانند به‌طور اتوماتیک انواع عملگرهای پنوماتیک را کنترل کنند. کنترل در اینجا به معنای به دوران درآوردن جک چرخشی یا به معنای باز و بسته کردن جک پنوماتیک می‌باشد.

##### انواع شیر برقی پنوماتیک
شیر های برقی پنوماتیک با رشد صنعت رشد تصاعدی داشتند و با توجه به کاربرد فراوانی که در صنعت داشتند تنوع بالایی پیداکردند. شیر های برقی با توجه به شکل ظاهری و کاربردشان دسته بندی های متعددی دارند که معروف ترین آن ها شیر های برقی کتابی و شیر های برقی برنجی میباشند، دیگر مدل ها و مدل های معروف شیر برقی که با هوا کار میکنند عبارتند از : شیر برقی 2-2 ، شیر برقی سیگنال ، شیر برقی تایمر دار ، شیر برقی فلنچی ، شیر برقی نامور، شیر برقی تخلیه سریع و شیر های برقی کاستی یا بلوکی . 

### واحد مراقبت و کنترل پنوماتیک
واحد مراقبت پنوماتیک از سه بخش اصلی تشکیل می‌شود:
1. فیلتر :‌ بخش فیلتر واحد مراقبت پنوماتیک وظیفه خشک سازی و فیلتر کردن آلودگی‌های هوای کمپرس شده را دارد.
2. روغن زن :  بخش روغن زن وظیفه اضافه کردن روغن به هوای خشک شده را دارد تا انواع قطعات پنوماتیکی از جمله شیر برقی‌ها و سیلندرها را روغن کاری کند.
3. رگلاتور :  بخش رگلاتور واحد مراقبت نیز وظیفه کنترل فشار هوای ورودی را دارد تا دقیقاً قطعات سیستم پنوماتیک با فشار مورد نظر و قدرت مورد نظر کار کنند.[۷]